# Razdeł (obwód Jamboł)
Razdeł (bułg. Раздел) – wieś w Bułgarii, w obwodzie Jamboł, w gminie Ełchowo. Według danych szacunkowych Ujednoliconego Systemu Ewidencji Ludności oraz Usług Administracyjnych dla Ludności, 15 grudnia 2018 roku miejscowość liczyła 191 mieszkańców.